# Kostel Nejsvětější Trojice (Kežmarok)
Kostel Nejsvětější Trojice (slovensky: Kostel Najsvätejšej Trojice, maďarsky: Késmárki evangélikus templom) v Kežmarku se řadí mezi tzv. artikulární kostely. Ty byly na Slovensku budovány na přelomu 17. a 18. století, tedy v době nesvobody protestantů, kteří si směli postavit kostel jen na základě povolení 26. článku tzv. Šoproňských artikul (byly vydány v roce 1681). Kostely se podle nich mohly stavět jen na předměstích za městskými hradbami a na místě, které předem vybrala královská komise (většinou se tak jednalo o močály či obtížně přístupné svahy). Stavba se musela postavit za dobu jednoho roku výhradně na náklady evangelické církve z nejlevnějšího materiálu, kterým bylo dřevo (bez použití jakéhokoliv materiálu jiného, tedy ani třeba kovových hřebíků).

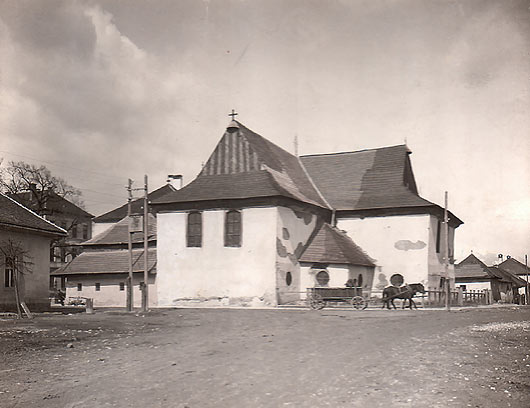
Kostel Nejsvětější Trojice v Kežmarku na historickém snímku

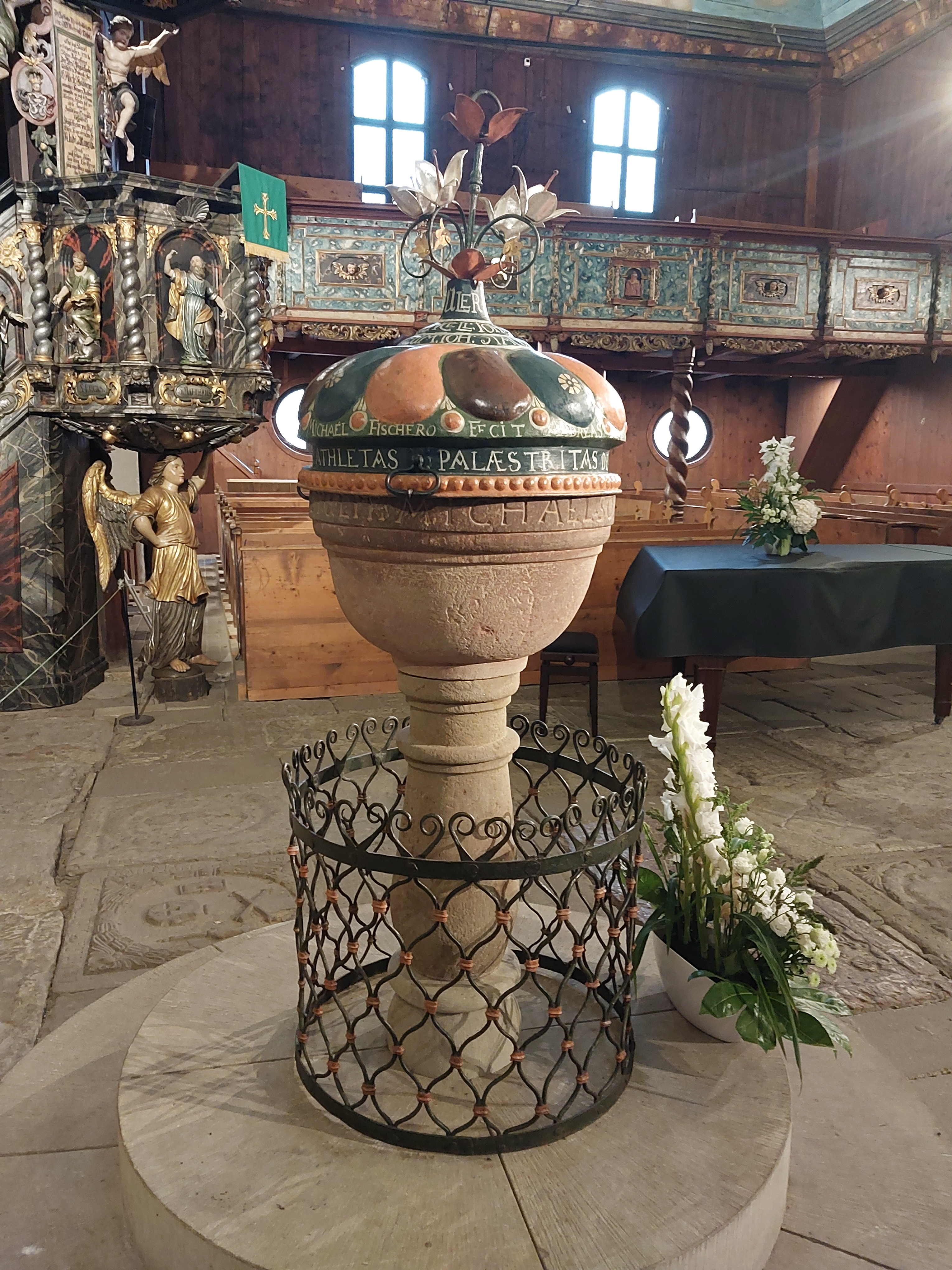
Křtitelnice z roku 1690, která byla přenesena z původního artikulárního kostela

## Lokalizace kostela
Kostel se dnes nachází vedle nového evangelického kostela, který z dálky připomíná spíše mešitu. Podobnou kombinaci takovýchto stylů kostelů v tak těsné blízkosti není možné nalézt nikde na světě. V současné době se v sousedství těchto dvou kostelů nachází ještě třetí - řeckokatolický. Ten byl postaven v roce 2008.

## Financování stavby
Finančně na kostel přispěli protestanti z celé severní Evropy, když švédský a dánský král svolili pro tento účel provést v jejich zemi sbírky.

## Pomoc švédských námořníků
Se stavbou pomáhali též švédští námořníci. Ti na sebe nechali památku jednak ve formě interiéru v podobě obráceného lodního trupu či oken kulatého tvaru (opět podobného oknům z lodních kajut).

## Stavební prvky kostela
Kostel spočívá na čtyřech točených nosných sloupech. Nosné sloupy jsou z tisového dřeva, protože tis je jedovatý a tudíž nebude napaden červotočem. Další oporou jsou nosné zdi kostela a šest chórů, na které se vejde až 1541 sedících osob.

## Interiér kostela

### Oltář a kazatelna
Oltář kostela i kazatelna jsou dílem Jána Lercha. Kazatelna byla odevzdána do užívání roku 1718. Spočívá na karyatidě anděla; schodiště ke kazateně lemují sochy starozákonních proroků, samotnou kazatelnu zdobí sochy evangelistů. Baldachýn nad kazatelnou přidržují sochy dvou andělů, na vrcholu baldachýnu je socha zmrtvýchvstalého Krista. Oltář byl zhotoven v letech 1718 až 1727; jeho centrálním motivem je ukřižování Ježíše Krista, po stranách jsou vyobrazeni Mojžíš a Áron. 

### Křtitelnice
Před oltářem stojí na podstavci kamenná křtitelnice s měděným víkem. Ty pocházejí z roku 1690. Křtitelnice pochází z prvního artikulárního kostela. Křestní mísa je až z roku 1768. Kolem křtitelnice na zemi byly v 90. letech 20. století druhotně uložené kamenné epitafy.

### Varhany
Varhany zhotovil v letech 1717 až 1720 levočský varhanář Vavrinec Čajkovský. Roku 1729 ho dokompletoval Martin Korabinský ze Spišské Nové Vsi. Má mechanické traktury a zásuvkové vzdušnice.
Tento dvoumanuálový nástroj je považován za nejstarší a tedy nejcennější funkční varhany na Slovensku.

## Současnost kostela
Kostel, v němž se ještě i dnes občas slouží bohoslužby, je národní kulturní památkou a 7. července 2008 byl zařazen mezi světové dědictví UNESCO.
Kostel je možné si též prohlédnout.